# Pedro Lobo (político)
Pedro Neto Lobo Soares (Crato, 11 de abril de 1974) é um político brasileiro. Atualmente é deputado estadual do Ceará pelo Partido dos Trabalhadores (PT).

## Biografia
Natural do Crato, Pedro Lobo é graduado em Geografia pela Universidade Regional do Cariri (URCA) e possui pós-graduação em Administração de Empresas pela Universidade Leão Sampaio (Unileão).
Foi presidente do Partido dos Trabalhadores do Crato por dois mandatos (2013-2020).
Eleito vereador do Crato em 2016, disputou o cargo de deputado estadual em 2018, ficando na suplência. Em 2020, é reeleito vereador do Crato com 1.442 votos. 
Em julho de 2022, assume o mandato de deputado estadual. 

Nas eleições de 2022, obtém 16.519 votos para deputado estadual. Em agosto de 2024, volta a assumir o mandato, ocupando o cargo até o presente momento. 